# Lieu-Saint-Amand
Lieu-Saint-Amand és un municipi francès, situat a la regió dels Alts de França, al departament del Nord. L'any 2006 tenia 1.253 habitants. Limita al nord amb Neuville-sur-Escaut, a l'est amb Noyelles-sur-Selle, al sud-est amb Avesnes-le-Sec, al sud-oest amb Hordain i a l'oest amb Bouchain.

## Demografia
| 1962                                       | 1968  | 1975  | 1982  | 1990  | 1999  | 2006  |
| ------------------------------------------ | ----- | ----- | ----- | ----- | ----- | ----- |
| 1.119                                      | 1.128 | 1.067 | 1.172 | 1.265 | 1.247 | 1.264 |
| Des de 1962: població sense dobles comptes |       |       |       |       |       |       |

## Administració
| Període   | Identitat       | Partit        |
| --------- | --------------- | ------------- |
| 1977-1989 | Louis Deliège   | divers gauche |
| 1989-     | Jacques Boileux | divers gauche |